# Kreoli
Kreoli (španjolski: Criollos, francuski: Créoles, portugalski: Crioulos, engleski: Creole) je termin koji se ranije koristio za osobe rođene u španjolskim kolonijama, navodno isključivo španjolskog podrijetla, iako je u praksi bilo moguće da to budu i djeca mestika pod određenim kriterijima. Također su taj naziv nosila i djeca kreola. Ovo ime se ne koristi danas za europske imigrante u Latinsku Ameriku niti za njihove potomke, osim na Južnom rogu.
U Sjedinjenim Američkim Državama, riječ "kreolski" odnosila se na ljude bilo koje rase, koji su podrijetlom od kolonijalnih francuskih doseljenika iz Louisiane prije nego što je postala dio SAD-u 1803. godine. Kasnije se naziv kreoli povremeno koristio za ljude afričkog podrijetla rođene u Louisiani.
Danas je jako teško utvrditi broj kreola na latinoameričkom kontinentu. Potomci kreolskih obitelji iz kolonijalnih vremena obično pripadaju visokoj društvenoj klasi, poznaju svoje obiteljsko stablo i ponosni su na njega iako se više ne nazivaju kreolima. U Argentini, zemlji koja je imala izuzetno veliki postotak imigracije Španjolaca i Talijana između 1880. i 1920., naziv kreol je sve više nestajao da bi se sveo na imenovanje ljudi iz unutrašnjosti zemlje za koje se pretpostavlja da su kreolskog podrijetla koje međutim, može biti i mestičko, ali u svakom slučaju, na koje imigracija od druge polovice 19. stoljeća nije uticala.
U Venecueli ovaj termin se koristi da bi označio osobe, životinje ili stvari koje su venecuelanskog podrijetla.
Kreoli su bili ti koji su pokrenuli borbu za nezavisnost latnoameričkog kontinenta od španjolske kolonijalne vlasti, jer su bili nezadovoljni ograničenjima u trgovini koje im je nametala Španjolska, odsutnosti svojih predstavnika u lokalnim organima uprave koju su obavljali vicekraljevi i drugi državni službenici koje je postavljala španjolska vlada.
U širem smislu, ovaj pridjev se može dodati svemu što su proizveli kreoli, ili kreolska kultura, kao na primjer: kreolski konj, kreolski kruh itd. kao i sinonim za „nacionalni“, kao što je slučaj s Venecuelom, gdje je kreol sinonim za venecuelanski/Venecuelanac, bez obzira na rasu. Za Francuze, termin kreol je sinonim za mestike.

## Vanjske poveznice
- Kreoli u Zelenortskoj Republici  Arhivirana inačica izvorne stranice od 30. siječnja 2006. (Wayback Machine)
- Francuski Kreoli u Louisiani